# Indefensión
La indefensión es un concepto jurídico indeterminado referido a aquella situación procesal en la que la parte se ve limitada o despojada por el órgano jurisdiccional de los medios de defensa que le corresponden en el desarrollo del proceso. 
Las consecuencias de la indefensión pueden suponer la imposibilidad de hacer valer un derecho o la alteración injustificada de la igualdad de medios entre las partes, otorgando a una de ellas ventajas procesales arbitrarias.

## Regulación en España
Para el Derecho de España, la producción de una situación de indefensión supone la vulneración de los derechos fundamentales procesales recogidos en la Constitución del 78, concretamente en su artículo 24.1. No obstante, es jurisprudencia reiterada del Tribunal Constitucional que no se puede aceptar el amparo por indefensión cuando quien la sufre se haya colocado con su actuación voluntaria o negligente en tal situación.